# Hippoglossina macrops
Hippoglossina macrops är en fiskart som beskrevs av Steindachner, 1876. Hippoglossina macrops ingår i släktet Hippoglossina och familjen Paralichthyidae. IUCN kategoriserar arten globalt som livskraftig. Inga underarter finns listade i Catalogue of Life.